# Centaurea savranica
Centaurea savranica là một loài thực vật có hoa trong họ Cúc. Loài này được Klokov mô tả khoa học đầu tiên năm 1948.